# Аліреза Акбарі
Аліреза Акбарі (перс. علیرضا اکبری; 21 жовтня 1961 — бл. 14 січня 2023) — іранський політик, старший офіцер Корпусу вартових ісламської революції з іранським та британським громадянством. Він був заступником міністра оборони з 1998 по 2003 рік за часів генерала Алі Шамхані під час президентства реформіста Мохаммада Хатамі.
Акбарі вперше був заарештований в Ірані в 2009 році за звинуваченням у шпигунстві на користь Великої Британії. Акбарі знову заарештували у 2019 році під час подорожі з Великої Британії до Ірану та засудили до смертної кари за звинуваченнями, зокрема у шпигунстві на користь Великої Британії, Мофсед-е-філарз (що перекладається як «корупція на Землі»), що випливало зі звинувачень у шпигунстві Акбарі від імені британської розвідувальної служби MI6.
Акбарі та його родина заперечували звинувачення Ірану у шпигунстві.
14 січня 2023 року іранська судова система оголосила, що Акбарі було страчено через повішення після того, як його засудили за шпигунство. Страта Акбарі була зустрінута суперечками та осудом, особливо з боку британських політичних діячів.